# The Details
Pour plus de détails, voir Fiche technique et Distribution.
The Details est un film américain écrit et réalisé par Jacob Aaron Estes, sorti en 2011.

## Fiche technique
- Titre : The Details
- Réalisateur : Jacob Aaron Estes
- Scénario : Jacob Aaron Estes
- Photographie : Sharone Meir
- Montage : Madeleine Gavin
- Musique : Tomandandy
- Décors : Jean Landry
- Costumes : Roemehl Hawkins, Christie Wittenborn
- Sociétés de production : LD Entertainment, Mark Gordon Productions
- Société de distribution : The Weinstein Company
- Langue : anglais
- Format : Couleur
- Genre : Comédie noire
- Durée : 101 minutes
- Dates de sortie :
  - États-Unis : janvier 2011 (Festival du film de Sundance)
  - États-Unis : 2 novembre 2012 (sortie nationale)

## Distribution
- Elizabeth Banks : Nealy Lang
- Ray Liotta : Peter
- Tobey Maguire : Jeff
- Sam Trammell : Chris
- Laura Linney : Lila
- Kerry Washington : Rebecca
- Dennis Haysbert : Lincoln

## À noter
- James McAvoy était pressenti pour incarner Jeff, mais s'est désisté[1].
- Il s'agit du cinquième film auquel Tobey Maguire et Elizabeth Banks partagent la vedette après les trois volets de Spider-Man et Pur Sang, la légende de Seabiscuit (Seabiscuit).